# Immergentia subangulata
Immergentia subangulata är en mossdjursart som beskrevs av Pohowsky 1978. Immergentia subangulata ingår i släktet Immergentia och familjen Immergentiidae. Inga underarter finns listade i Catalogue of Life.